# Тян Сы
Тян Сы (кхмер. ចាន់ ស៊ី; 7 мая 1932, Кампонгчнанг — 26 декабря 1984, Москва) — камбоджийский государственный и политический деятель, премьер-министр Камбоджи (Народной Республики Кампучия) в 1982—1984 годах.

## Биография
Родился в 1932 году в провинции Кампонгчнанг. По этническому происхождению — китаец. С 1949 года принимал участие в национально-освободительной войне против французской колониальной администрации. Вступил в ряды кхмерского Вьетминя в 1950-х гг. После Женевской конференции 1954 года покинул Камбоджу, т.к. не признавал правительство Нородома Сианука. В 1960 году вступил в ряды Партию трудящихся Кампучии.
Вновь вернулся в страну после мартовского переворота 1970 года. Участвовал в партизанском движении сначала против режима Лон Нола, а потом против Красных Кхмеров Пол Пота, т.к. не разделял его радикальных взглядов.
Прошёл военную подготовку в СССР и много лет провел во Вьетнаме, в декабре 1978 года стал одним из основателей фронта национального спасения, который активно участвовал в свержении режима Красных Кхмеров в 1979 году. После образования Народной Республики Кампучия занимал посты заместителя Председателя Совета министров и министра обороны НРК.
На IV съезде правящей Народно-революционной партии в мае 1981 года был избран членом Политбюро ЦК. В феврале 1982 года на второй сессии Национального собрания назначен Председателем Совета Министров НРК. Проводил просоветскую и провьетнамскую политику, посещал дружественные страны соцлагеря, в частности Болгарию, ГДР, а также Советский Союз (в июле 1984 г.). Представлял родную провинцию в Национальном собрании Камбоджи.
В декабре 1984 года был доставлен в одну из московских больниц, однако 26 декабря скончался от острой сердечной недостаточности. Вьетнамские СМИ сообщили о смерти политика только через несколько дней. Обстоятельства смерти Тян Сы до сих пор не выяснены. Известно, что он был близким соратником Пен Сована, впавшего в то время в немилость у вьетнамских властей.